# Orest Lebedenko
Orest Zinovijovyč Lebedenko (in ucraino Орест Зіновійович Лебеденко?; Leopoli, 23 settembre 1998) è un calciatore ucraino, difensore del Vitória Guimarães.

## Caratteristiche tecniche
È un terzino sinistro.

## Carriera

### Club
Cresciuto nel settore giovanile del Karpaty, ha esordito in prima squadra il 29 luglio 2017 disputando l'incontro di Prem"jer-liha perso 5-0 contro la Dinamo Kiev.

### Nazionale
Nel 2018 ha giocato una partita con la nazionale ucraina Under-21.